# Guzhangien
| Systeem                                                                                 | Serie        | etage        | Ouderdom (Ma) |
| --------------------------------------------------------------------------------------- | ------------ | ------------ | ------------- |
| Ordovicium                                                                              | Onder        | Tremadocien  | jonger        |
| Cambrium                                                                                | Furongien    | 10e etage    | 485,4–489,5   |
| Cambrium                                                                                | Furongien    | Jiangshanien | 489,5-494     |
| Cambrium                                                                                | Furongien    | Paibien      | 494–497       |
| Cambrium                                                                                | Miaolingien  | Guzhangien   | 497–500,5     |
| Cambrium                                                                                | Miaolingien  | Drumien      | 500,5-504,5   |
| Cambrium                                                                                | Miaolingien  | Wuliuen      | 504,5–509     |
| Cambrium                                                                                | 2e serie     | 4e etage     | 509–514       |
| Cambrium                                                                                | 2e serie     | 3e etage     | 514-521       |
| Cambrium                                                                                | Terreneuvien | 2e etage     | 521-529       |
| Cambrium                                                                                | Terreneuvien | Fortunien    | 529–541,0     |
| Ediacarium                                                                              | Ediacarium   | Ediacarium   | ouder         |
| Indeling van het Cambrium volgens de ICS. Cursieve ouderdommen zijn slechts indicaties. |              |              |               |

Het geologisch tijdperk Guzhangien (Vlaanderen: Guzhangiaan) is een geologisch tijdperk in de internationale geologische tijdschaal van de ICS. Het Guzhangien is een tijdsnede (of een etage) in het derde, nog onbenoemde tijdvak waarin het Cambrium is onderverdeeld. Het Guzhangien duurt van ongeveer 500,5 Ma tot rond 497 Ma. Het Guzhangien volgt op het Drumien en wordt gevolgd door het Paibien.

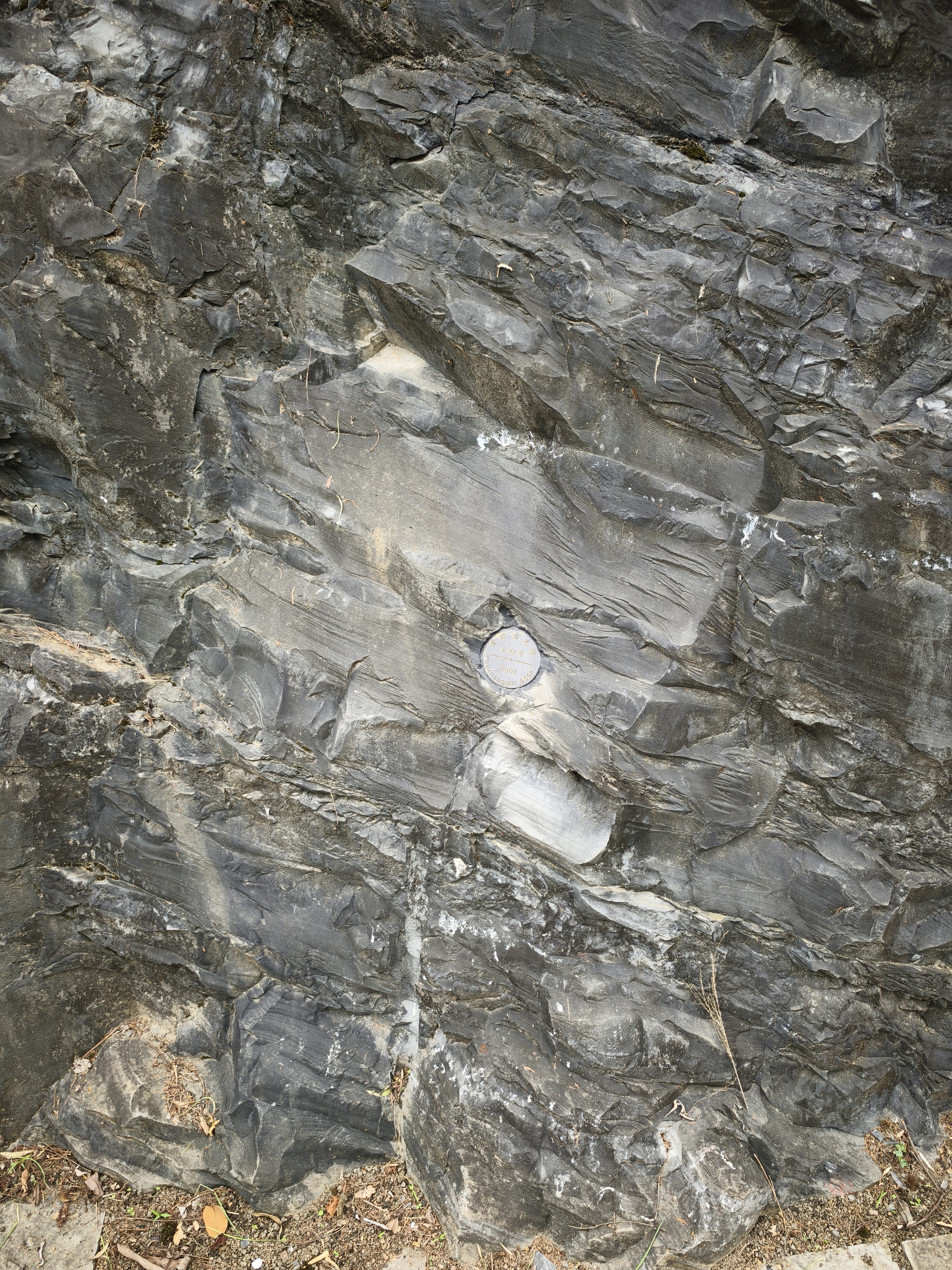
De golden spike voor het Guzhangien in een ontsluiting van massieve donkere kalksteen van de Huaqiao-formatie in het noordwesten van Hunan (China).

## Naamgeving en definitie
Het Guzhangien is genoemd naar de stad Guzhang in de Chinese provincie Hunan. De golden spike bevindt zich in een ontsluiting 20 km ten noorden van Guzhang, niet ver van de buurtschap Luoyixi langs de rivier Youshui. De locatie ligt binnen het Xianxi Global Geopark.
De basis van het Guzhangien wordt gedefinieerd door het eerste voorkomen van de trilobiet Lejopyge laevigata. Het eerste voorkomen van de verwante trilobieten Lejopyge calva en Lejopyge armata ligt iets onder deze horizont. Daarnaast begint hier de biozone van de conodont Laiwugnathus laiwuensis. Ook wordt de basis gekenmerkt door een kleine fase van wereldwijde transgressie. De top van het Guzhangien (de basis van het Paibien) ligt bij het eerste voorkomen van de trilobiet Ptychagnostus atavus.